# Ellen Taaffe Zwilich
Ellen Taaffe Zwilich (Miami, 30 aprile 1939) è una compositrice statunitense, la prima donna a vincere il Premio Pulitzer per la musica. I suoi primi lavori sono caratterizzati da esplorazioni atonali, ma verso la fine degli anni '80 si era spostata su uno stile neoromantico, postmodernista. È stata definita "uno dei compositori viventi più frequentemente suonati e veramente popolari d'America". Nel 1994 fu inserita nella Hall of Fame della Florida Artists. La Zwilich è attualmente "Francis Eppes Distinguished Professor" presso l'Università statale della Florida.

## Biografia
Ellen Zwilich iniziò i suoi studi come violinista conseguendo un Bachelor of Music all'Florida State University nel 1960. Si trasferì a New York per suonare con l'American Symphony Orchestra diretta da Leopold Stokowski. Più tardi si iscrisse alla Juilliard School, diventando infine (nel 1975) la prima donna a guadagnare il titolo di Dottore in Arti Musicali, in composizione. Tra i suoi insegnanti figuravano John Boda, Elliott Carter e Roger Sessions. Venne alla ribalta per la prima volta quando Pierre Boulez programmò il suo Symposium for Orchestra con la Juilliard Symphony Orchestra nel 1975.
Alcune delle sue opere durante questo periodo furono scritte per suo marito, il violinista Joseph Zwilich. Lui morì nel 1979, dopo di che la Zwilich concentrò i suoi sforzi compositivi su "comunicare più direttamente con artisti e ascoltatori", attenuando il suo stile un po' aspro e frastagliato.
I suoi Tre movimenti per orchestra (Sinfonia n. 1) furono presentati in prima esecuzione dall'American Symphony Orchestra nel 1982 e vinse il Premio Pulitzer del 1983, dopo di che la sua popolarità e il reddito derivante dalle commissioni le permisero di dedicarsi alla composizione a tempo pieno.
Dal 1995 al 1999 fu la prima occupante della Composer's Chair alla Carnegie Hall. Mentre era là, creò la serie di concerti "Making Music", che si concentra su spettacoli e conferenze di compositori viventi, una serie ancora esistente.
Ha ricevuto numerosi altri riconoscimenti, tra cui il premio Elizabeth Sprague Coolidge per la Musica da camera, il premio Arturo Toscanini Music Critics, l'Ernst von Dohnányi Citation, un Academy Award dall'American Academy of Arts and Letters, una Guggenheim Foundation Fellowship e quattro Nomination ai Grammy. È stata eletta all'American Academy of Arts and Letters e all'American Academy of Arts and Sciences e nel 1999 è stata nominata Compositore dell'Anno da Musical America. Attualmente è professore alla Florida State University ed ha lavorato per molti anni nel comitato consultivo della BMI Foundation, Inc. Nel 2009 è diventata la presidente del BMI Student Composer Awards dopo Milton Babbitt e William Schuman. A tutt'oggi ha ricevuto sei dottorati onorari.

## Carriera musicale
Lo stile compositivo della Zwilich è caratterizzato dall'ossessione per "l'idea di generare un'intera opera, una struttura su larga scala, con linguaggio melodico e armonico e i suoi processi di sviluppo, a partire dai suoi motivi iniziali". Oltre a opere orchestrali su larga scala, come Symbolon (1988), la Sinfonia n. 2 (Sinfonia per violoncello) (1985) e la Sinfonia n. 3 (1992), tutte commissionate dalla New York Philharmonic, ha scritto un numero di concerti importanti su scala ridotta per strumenti relativamente poco comuni. Questi comprendono lavori per trombone (1988), trombone basso (1989), flauto (1989), oboe (1990), fagotto (1992), corno (1993), tromba (1994) e clarinetto (2002). Ha anche scritto un piccolo numero di opere corali e cicli di canzoni. La sua grande svolta è arrivata dopo aver vinto il Premio Pulitzer del 1983 per la Sinfonia n. 1. In seguito fu incaricata di lavorare sulla Sinfonia n. 2 (Sinfonia per violoncello) e la Sinfonia n. 3 per il 150º anniversario della New York Philharmonic. Anche il lavoro per orchestra Symbolon è stato commissionato dalla New York Philharmonic ed è stato eseguito in Europa, Asia e America.

## Lavori selezionati

### Sinfonie
- Sinfonia n. 1 "Tre Movimenti per Orchestra" (1982, Premio Pulitzer per la Musica, 1983)
- Sinfonia n. 2 "Sinfonia per violoncello" (1985)
- Sinfonia per Legni (1989)
- Sinfonia n. 3 (1992)
- Sinfonia n. 4 "The Gardens" per Coro, Coro di ragazzi e Orchestra (1999, commissione della Michigan State University)
- Sinfonia n. 5 "Concerto per Orchestra" (2008, commissione dalla Juilliard School; Prima il 27 ottobre 2008, Carnegie Hall, The Juilliard Orchestra, James Conlon, Direttore d'orchestra)

### Altri lavori sinfonici
- Symposium (1973)
- Passages (1982)
- Prologue e Variations, per orchestra d'archi (1983)
- Tanzspiel, balletto in quattro scene (1983)
- Celebrazione per Orchestra (Overture) (1984)
- Concerto Grosso 1985 (in commemorazione del 300º anniversario della nascita di Georg Friedrich Händel)
- Symbolon (1988)
- Ceremonies per Concert Band (1988)
- Fantasia per orchestra (1993)
- Jubilation Overture (1996)
- Upbeat! (1998)
- Openings (2001)

### Concerti
- Piano Concerto (n. 1) (1986)
- Images (Suite in cinque movimenti) per due Pianoforti e orchestra (1986)
- Concerto per Trombone e orchestra (1988)
- Concerto per Trombone basso, archi, Timpani e Cimbali (1989)
- Concerto per flauto (n. 1) (1989)
- Oboe Concerto (1990)
- (Doppio) Concerto per Violino, violoncello e orchestra (1991)
- Concerto per fagotto (1992)
- Concerto per corno e orchestra d'archi (1993)
- Romance per violino e orchestra da camera (o per violino e pianoforte) (1993)
- American Concerto per tromba e orchestra (1994)
- Triplo Concerto per pianoforte, Violino, violoncello e orchestra (1995)
- Peanuts® Gallery (sei pezzi) per pianoforte e orchestra da camera (1996)
- Concerto per violino (n. 1) (1997)
- Millennium Fantasy (Concerto n. 2 in due movimenti) per pianoforte e Orchestra (2000; commissione per il Pianista Jeffrey Biegel, progetto per 27 orchestre negli USA; prima con la Cincinnati Sinfonia Orchestra, Jesus Lopez-Cobos Direttore d'orchestra; incisa per Naxos con la Florida State University Orchestra, Alexander Jimenez Direttore d'orchestra
- Partita (Concerto n. 2) per violino e orchestra d'archi (2000)
- Concerto per Clarinetto (2002)
- Rituali per cinque percussioni e orchestra (2003) (Invocation ; Ambulation ; Remembrances ; Contests)
- Shadows (pianoforte Concerto n. 3) per pianoforte e Orchestra (2011; commissione per il pianista Jeffrey Biegel, 8 orchestre negli USA, Canada e Inghilterra; prima con la Louisiana Philharmonic Orchestra, Carlos Miguel Prieto Direttore d'orchestra; Ottobre 28/29, 2011)
- Commedia dell'Arte (concerto per violino n. 3) per violino e orchestra d'archi (2012)
- Concerto Elegia (Elegia, Soliloquio e Finale) per flauto e orchestra d'archi (2015)

### Musica da camera
- Sonata per Violino in tre Movimenti (1973–74)
- Quartetto d'archi n. 1 (1974)
- Quintetto per clarinetto (1977)
- Sinfonia da camera, per flauto, clarinetto, violino, viola, violoncello e pianoforte (1979)
- Passages (1981)
- Trio d'archi, per violino, viola e violoncello (1982)
- Divertimento per flauto, clarinetto, violino e violoncello (1983)
- Intrada (1983)
- Concerto per tromba e cinque strumenti (flauto, clarinetto, percussioni, contrabbasso e pianoforte) (1984)
- Doppio Quartetto , per archi (1984)
- Trio per piano, violino e violoncello (1987)
- Quintetto per Clarinetto e quartetto d'archi (1990)
- Romance per violino e pianoforte (o per violino e orchestra da camera) (1993)
- Quartetto d'archi n. 2 (1998)
- Lamento per violoncello e pianoforte (2000)
- Episodi, per violino e pianoforte (2003)
- Quartetto per oboe e archi (2004)
- Quintetto per sassofono contralto e quartetto d'archi (2007)
- Episodi per sassofono soprano e pianoforte (2007)
- Settetto per pianoforte Trio e quartetto d'archi (2008)
- Quintetto per Violino, Viola, violoncello, Contrabbasso, e pianoforte (2010)
- Voyage per quartetto d'archi (quartetto d'archi n. 3) (2012)